# Typha varsobica
Typha varsobica är en kaveldunsväxtart som beskrevs av Krasnova. Typha varsobica ingår i släktet kaveldun, och familjen kaveldunsväxter. Inga underarter finns listade i Catalogue of Life.